# 縣內角
縣內角是臺灣臺南市學甲區的一個傳統地域名稱，是舊時學甲十三庄中下社庄頭裡的角頭聚落之一，屬於學甲慈濟宮代表八選區中的下角選舉區，目前的行政區為學甲區仁得里。　　

## 地理位置
聚落位於位在學甲市區的南邊，約在今日聖恩外科婦產科醫院的民權路一帶，西邊與溪仔墘緊鄰即171號線道路，東邊則為臺19號道路。

## 聚落脈絡
縣內角乃為明鄭時期，由來自福建泉州府同安縣金門烈嶼十八都馬朝巷陳卯所拓墾之地，其後分有5房而繁衍發展，原庄頭曾達到50來戶。起初聚落稱為「縣內仔」，乃因為來此聚落開墾的先祖皆是自中國福建同安縣內地區，之後因漸漸形成角頭聚落故又稱縣內角。 
其後，縣內角又與鄰近溪仔墘、姓周角、三塊厝等幾個小庄頭聚落，合成一個現代化的行政「里」。至於各個小聚落的由來 : 溪仔墘因早年有小溪流從此地流入將軍溪，住民沿溪岸而居故名。而姓周角則是該聚落周姓庄民居多者故稱之。三塊厝則是該庄頭起始之初，僅只三五戶人家搭建草寮居住，所以便稱為三塊厝。至於縣內角的稱呼，則是因開庄的祖先們皆為同樣來自同安縣的同鄉，其中又以陳、謝兩姓居多。

## 交通
縣內角聚落雖小，然因緊鄰於學甲鬧區正南方，故而其聯外交通甚為發達，主要有臺19號與南市171號兩線道路，分別經過該聚落東西兩邊。 
臺19號道路在進入本地後稱為華宗路，乃是為紀念學甲聞人陳華宗而命名，其又一名稱為中央公路，道路沿著庄頭東邊外圍稍微偏東南而下。另外，縣171號兩線道路在8K+500M 處指表為學甲，而這裡指的是學甲鬧區，其範圍大抵西起信義路，東至中華路（即東外環），北則起於三連路，南至寶發路（南外環），涵蓋面積約有4平方公里，若以學甲慈濟宮為中心，傳統角頭各居一方，可細分為：東、南、西、北、中等五個生活區域，而其中縣內角則位於南邊區域。而也基於慈濟宮是學甲地區公認的地區廟宇，故也稱其為公廟或者大廟。

## 宗教

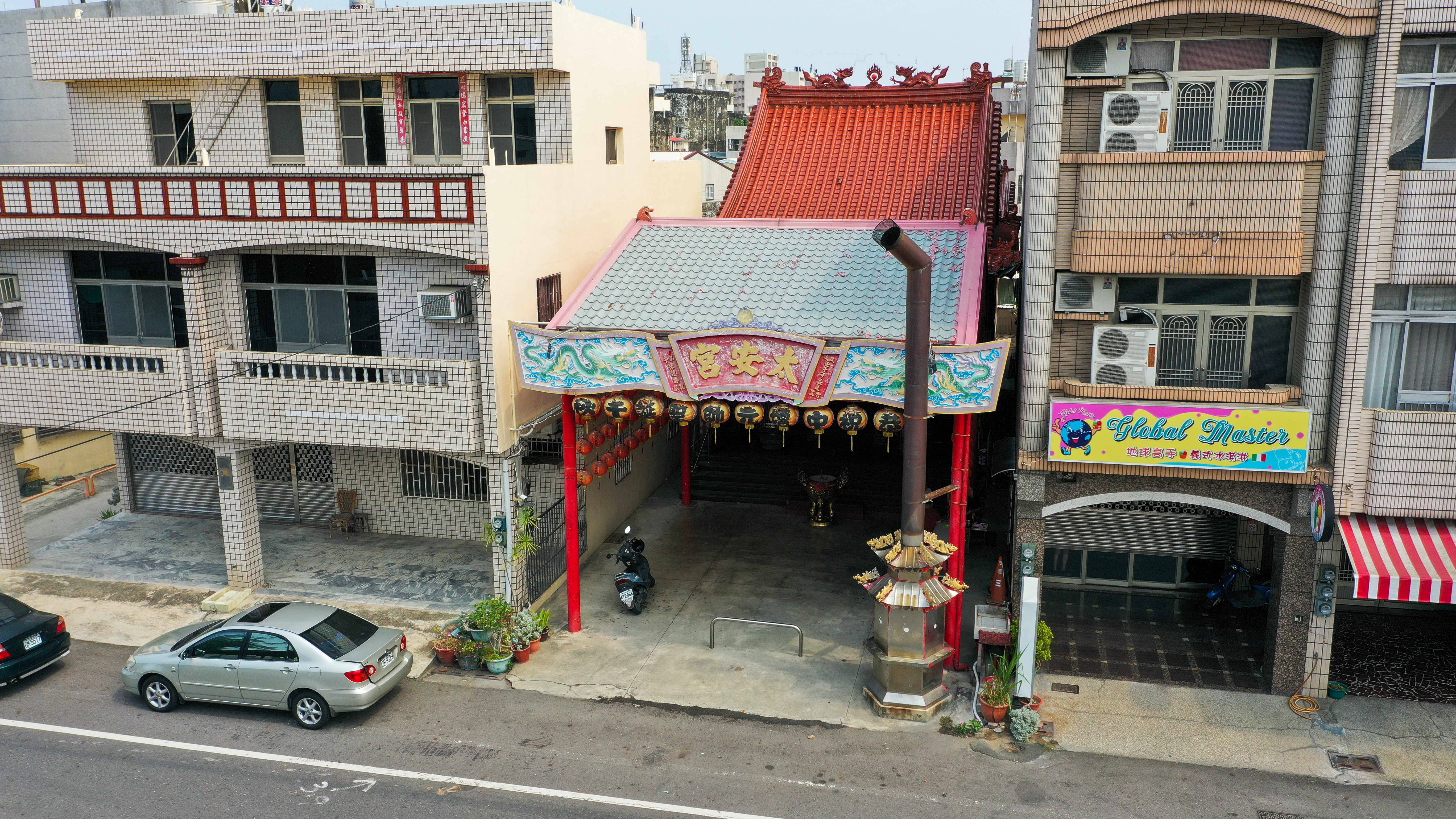
學甲縣內角太安宮(太子壇)

太安宮（又稱太子壇）位於學甲民權路上，是縣內角聚落的角頭廟宇，主祀為中壇元帥，其陪祀則為虎爺將軍。縣內角中壇元帥，為陳氏先祖陳卯，由福建泉州同安縣金門烈嶼十八都馬朝巷奉請渡海來臺，最早起於明鄭時期時攜眷追隨鄭成功軍隊，從當時起迄今已有三百餘年。然祀奉時初期並無建廟祀奉，而是以筊選出次年的值年爐主，並且將神祇金身輪流奉請祀於爐主家中。直至1999年中壇元帥聖誕時，方才有提議於今日現址動土興工廟宇，並且定廟名為太安宮，2001年又雕鎮殿的中壇元帥金身，並於同年5月17日舉行開光點眼儀式。

## 產業
因縣內角緊鄰學甲市場又與大廟（慈濟宮）相近，兩處鬧區本來往的人潮流動甚為繁多，加上不時也有外來的遊客在此駐足逗留，所以此聚落生活機能與商業功能利益甚大，故而此地居民多以從商開設店面（鋪）為主。   

## 圖集

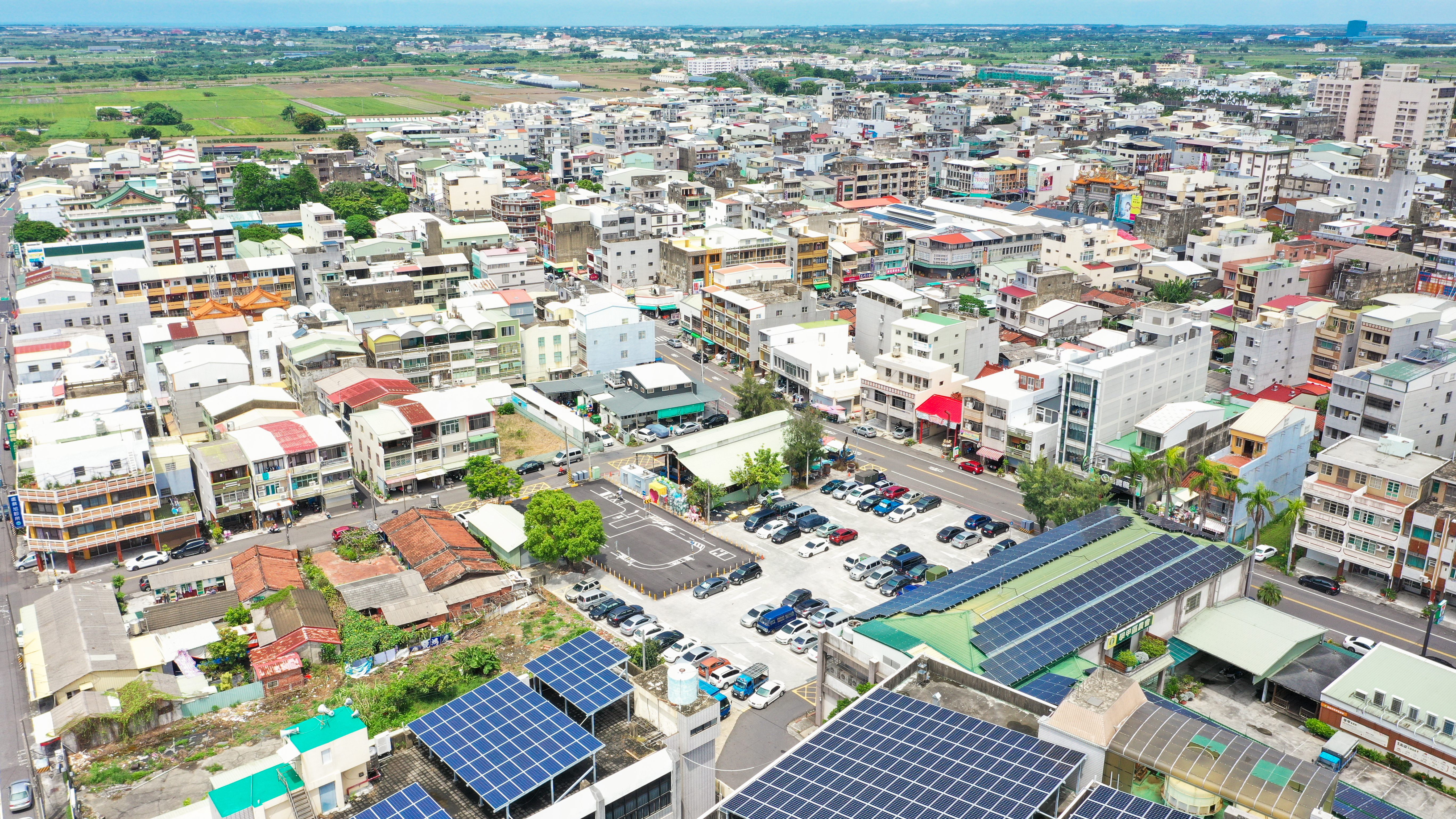
學甲下社縣內角-空照
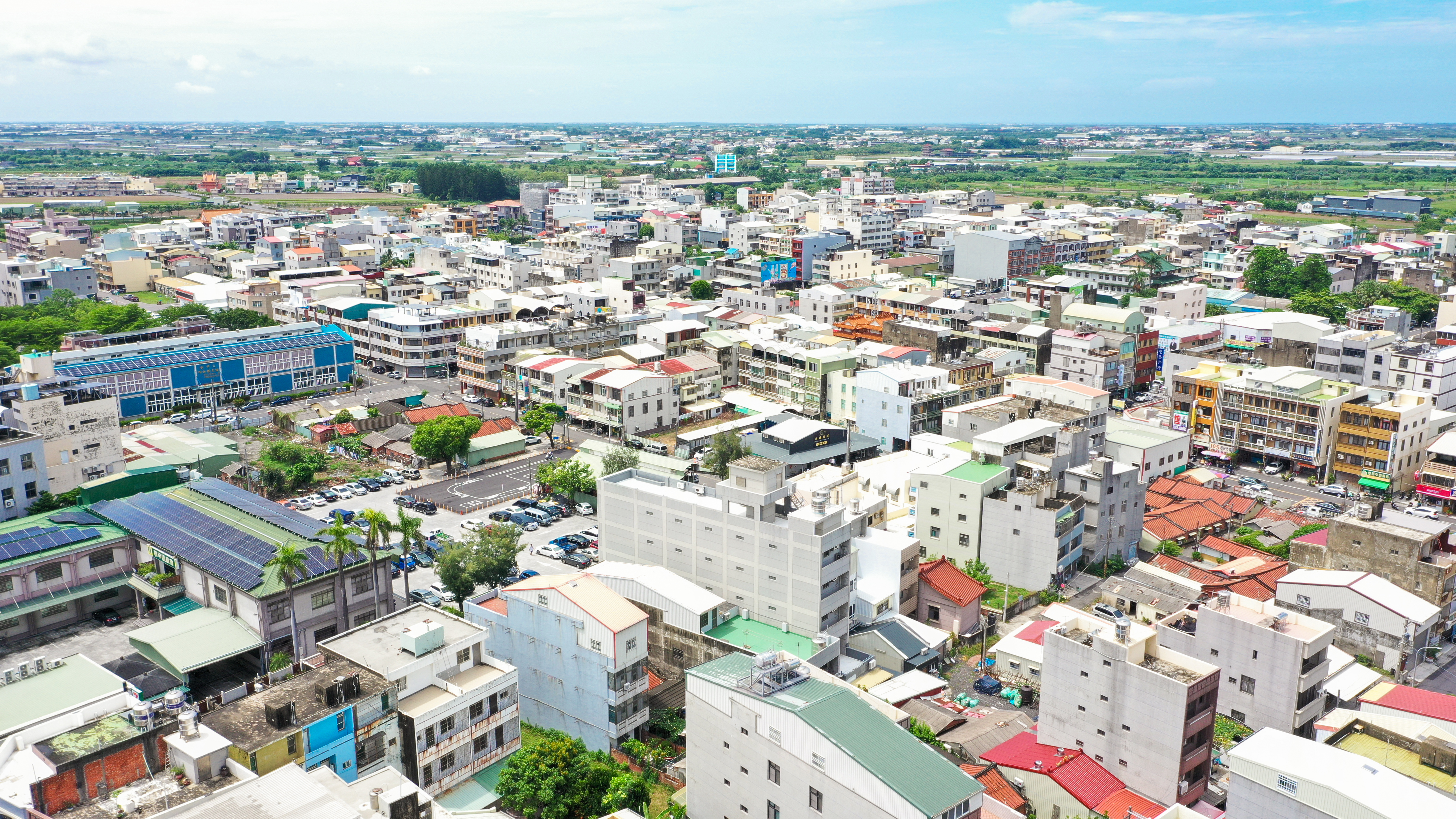
學甲下社縣內角-屋舍
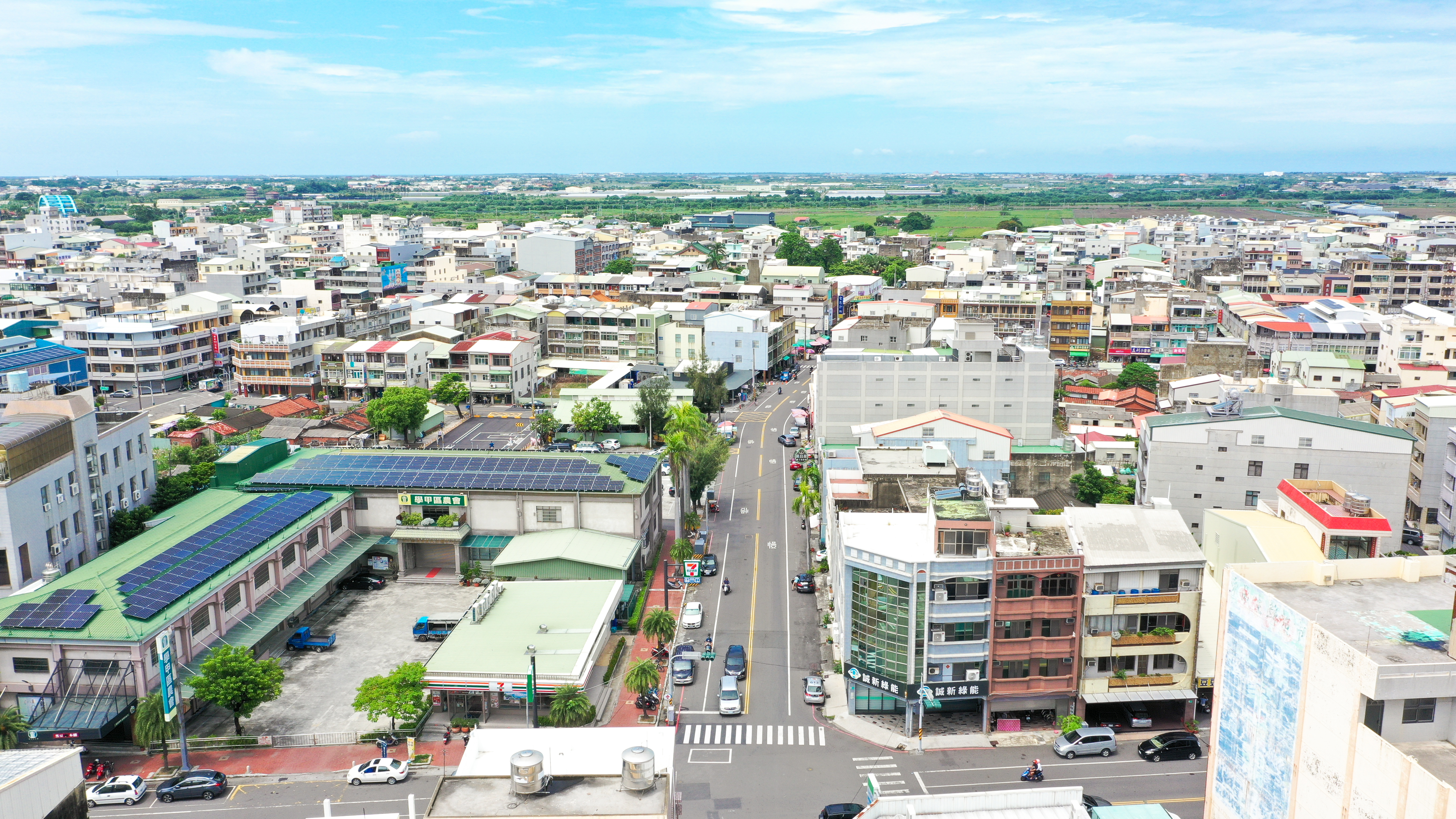
學甲下社縣內角-主要道路